# Parectatosia valida
Parectatosia valida là một loài bọ cánh cứng trong họ Cerambycidae.